# Ravena (New York)
Ravena est un village situé au sud-est du comté d'Albany, dans l' État de New York, aux États-Unis,. En 2020, il compte une population de 3 271 habitants. Le nom du village est adopté en 1893 et la municipalité est incorporée en 1914.

## Démographie
Lors du recensement de 2020, la localité comptait une population de 3 271 habitants.